# El Olmo
El Olmo ist ein kleiner Weiler (spanisch: pedanía) in der Provinz Segovia, Autonome Region Kastilien und León, Spanien.

## Lage
El Olmo liegt an der Landstraße SG-232 zwischen Sepúlveda (8 km) und Boceguillas (4 km) und 2 km nördlich vom Río Duratón.

## Geschichte
Erstmals  wurde dieser Ort im Jahre 1204 unter dem Namen Santa Maria del Olmo bekannt.  Seit 1759 wurde die Kurzform El Olmo eingeführt. Seit 1847 ist El Olmo ein Teil der Gemeinde Barbolla die heute ebenfalls zur Gemeinde Sepúlveda gehört.

## Sehenswertes
- Parque Natural de las Hoces del Río Duratón (Naturschutzgebiet 9 km westlich von El Olmo)
- Nuestra Señora de la Natividad, eine Kirche aus dem 13. Jahrhundert, die umgeben ist von den typischen Häusern der Region. Im Inneren der Kirche befinden sich zwei Tafeln des Malers de Duruelo aus dem 16. Jahrhundert.